# Öster-Gravtjärnen
Öster-Gravtjärnen är en sjö i Bräcke kommun i Jämtland och ingår i Ljungans huvudavrinningsområde.